# Atlin
Atlin é uma comunidade no noroeste da Colúmbia Britânica, Canadá, localizada na costa leste do Lago Atlin. Além de continuar a atividade de mineração de ouro, Atlin é um destino turístico para pesca, caminhadas e Heliski. A partir de 2004, existiam 450 residentes permanentes na cidade.